# 櫓太鼓
櫓太鼓（やぐらだいこ）とは、相撲の開催を知らせるために櫓の上で打つ太鼓である。

## 総説
相撲における太鼓には、櫓の上で打つ「櫓太鼓」と、町を回って相撲の開催を知らせる「触れ太鼓」の2つに大別される。これらの太鼓を打つのは呼出の仕事である。
櫓の上で打つ太鼓には、下記のものがある。これは、太鼓の名人と言われた呼出し太郎が観客に聞かせるために始めたものであり、人を呼び寄せるために打つものではあるが、総体的には天下泰平、国土安穏、五穀豊穣などの平和を祈念して打つものである。
寄せ太鼓
早朝に打つ太鼓。
一番太鼓
取的が場所入りする頃に打つ太鼓。
二番太鼓
関取が場所入りをする頃に打つ太鼓。
跳ね太鼓
弓取式が終わり、その日の取り組みが全て終了したことを告げるために打つ太鼓。
「明日もお越しください」という意味があるので、千秋楽や一日興行の場合は打たない。
ただし、昭和中期以降では、場所中の朝に打つ「寄せ太鼓（朝太鼓、一番太鼓）」と、場所中の毎日（千秋楽を除く）の興行の終了と同時に打つ「跳ね太鼓」のみが打たれている。

## 沿革
平安時代には、相撲節会に際して雅楽が演じられる形で、相撲に太鼓が用いられていた。勝負が一番済むごとに立会舞が演じられ、全ての勝負が終わった後、左方が勝てば『抜頭』を、右方が勝てば『納曽利』が奏された。
江戸時代の元禄年間（1688年-1704年）には、木戸口に低い櫓を組んで幕を張っていた。勧進相撲の制度がほぼ確立された宝暦年間（1751年-1764年）には、高い櫓が建てられている絵が遺されている。天保年間（1831年-1845年）に、櫓の高さを5丈7尺（約17メートル）に定めた。
このようにして、櫓太鼓は江戸の風物詩の1つとなった。しかし、早朝の櫓太鼓は安眠妨害であるという批判も起こり、騒音防止条例の成立もあったことから、早朝（午前4時頃）の櫓太鼓は廃止され、午前8時以降に叩くようになっていった。
第二次世界大戦後、櫓は本場所ごとにヒノキの丸太を組み、縄で結ぶようにしていたが、平成7年（1995年）5月1日、両国国技館の櫓はエレベーターの付いた鉄骨製のものとなった。

## 楽器としての櫓太鼓
櫓太鼓は、「大太鼓（）」や「宮太鼓（）」などと呼び、祭囃子や盆踊り、歌舞伎、民俗芸能などで広く用いられ、組太鼓の中心的な楽器としても用いられる。
小山清茂の作曲した管弦楽曲『管弦楽のための木挽歌』では、「B：盆踊り」において、締太鼓とともに櫓太鼓が用いられている。